# Erica acuta
Erica acuta är en ljungväxtart som beskrevs av Gábor Gabriel Andreánszky. Erica acuta ingår i släktet klockljungssläktet, och familjen ljungväxter. Utöver nominatformen finns också underarten E. a. breviflora.

## Bildgalleri

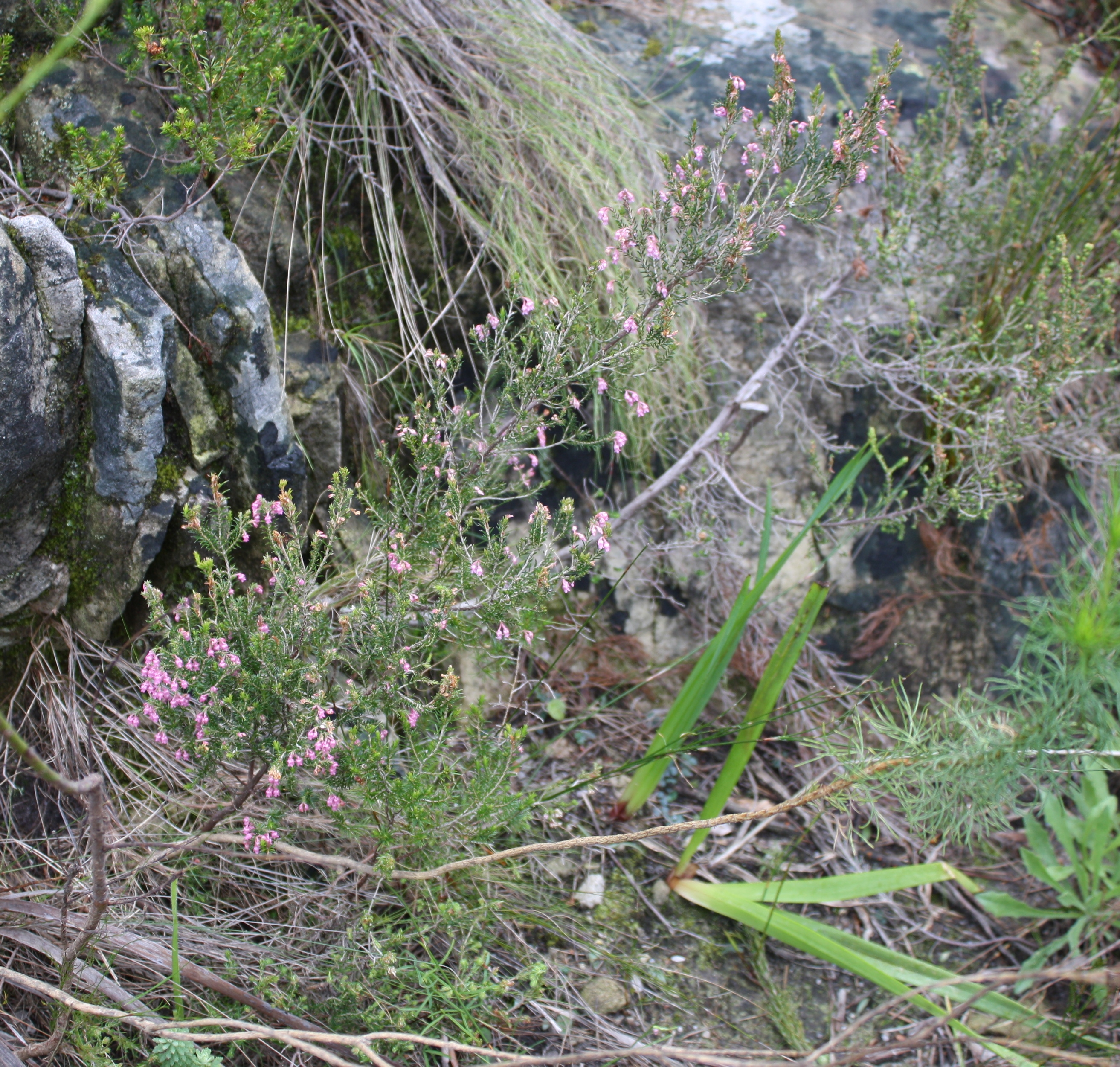
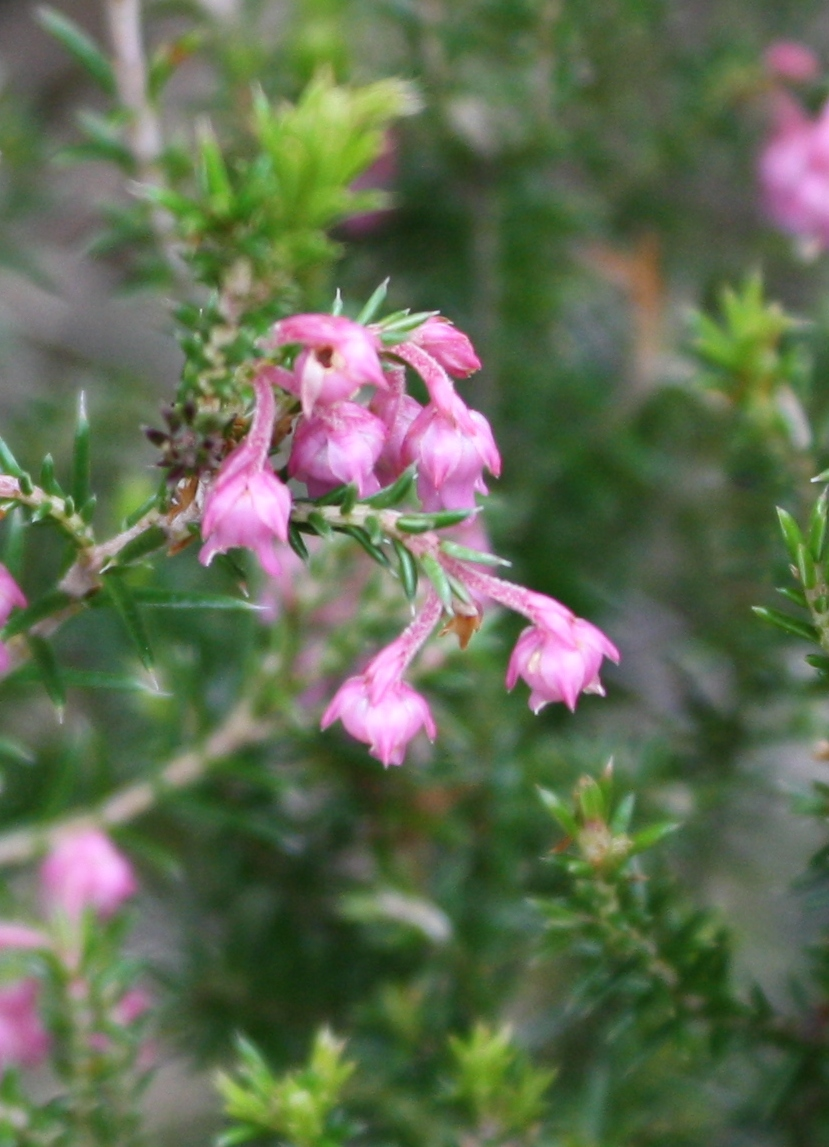
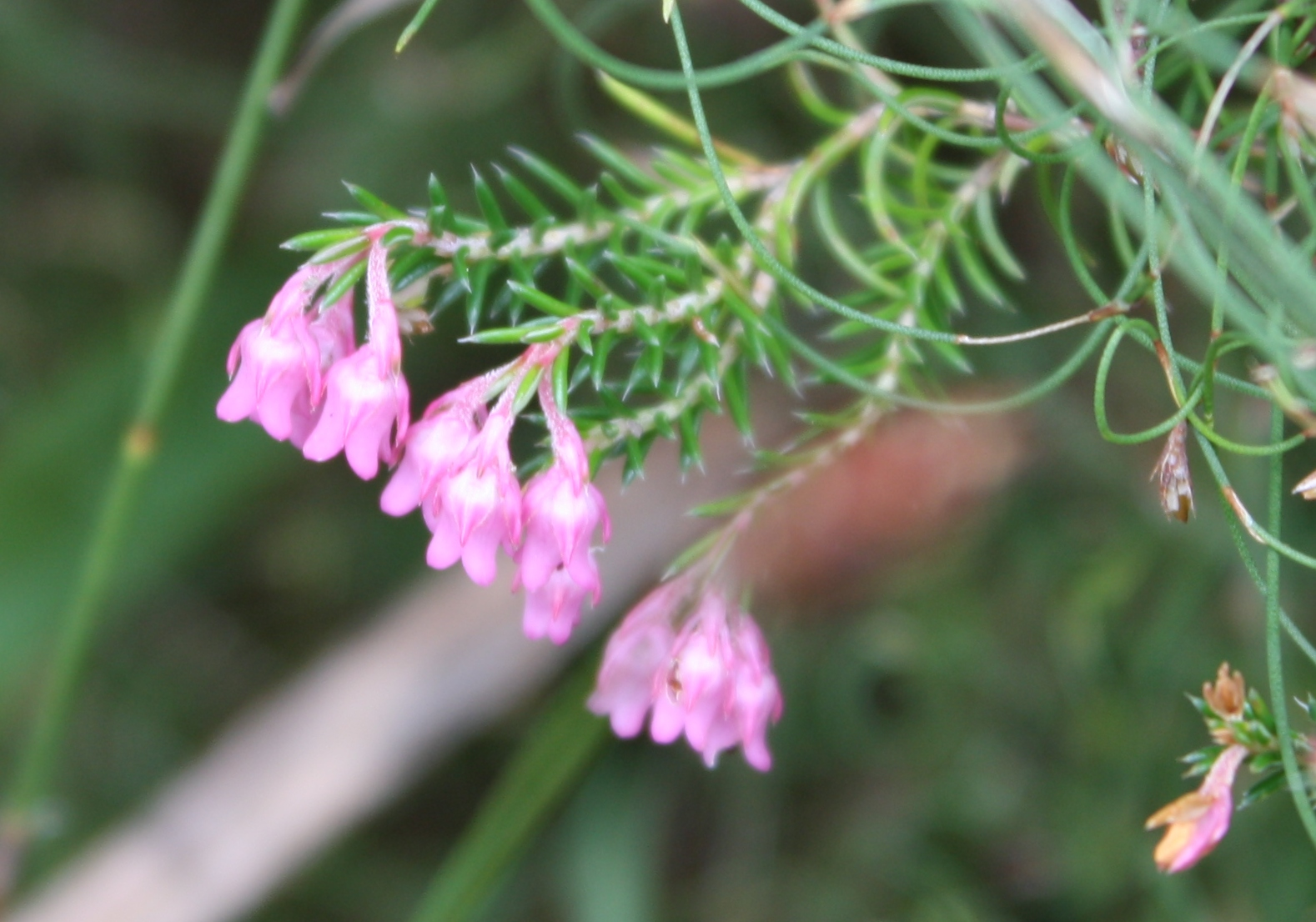
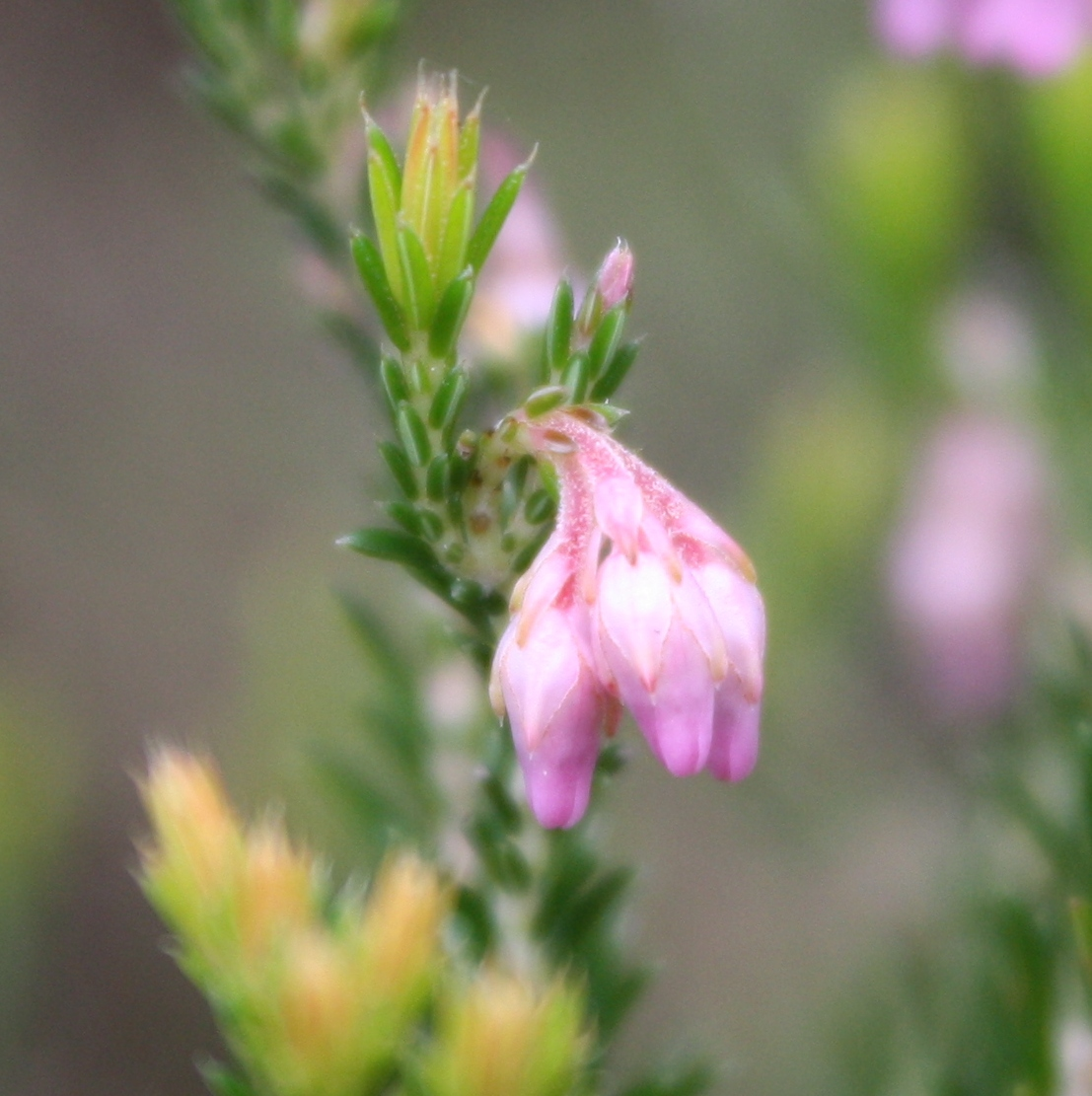